# Bab Charki (Sfax)
Pour les articles homonymes, voir Bab Charki.
Bab Charki (arabe : الباب الشرقي) est l’une des portes de la médina de Sfax. Comme son nom l'indique, cette porte est aménagée au milieu de la face orientale des remparts, au pied du Borj El Rabat. Elle ouvre sur le jardin d'Oran et les locaux de la Société nationale des chemins de fer tunisiens via le boulevard de l'Armée nationale.
De l'intérieur, elle mène vers la rue de la Driba à travers un escalier,. Présentant un arc en plein cintre, cette ouverture constitue l'extrémité oriental de l'axe médian est-ouest qui découpe longitudinalement le tissu urbain de la médina.
Ouverte en mars 1965, Bab Charki est la dernière ouverture aménagée dans son enceinte, en vue de la décongestionner et de favoriser les échanges avec la nouvelle ville,.